# Ḫarm

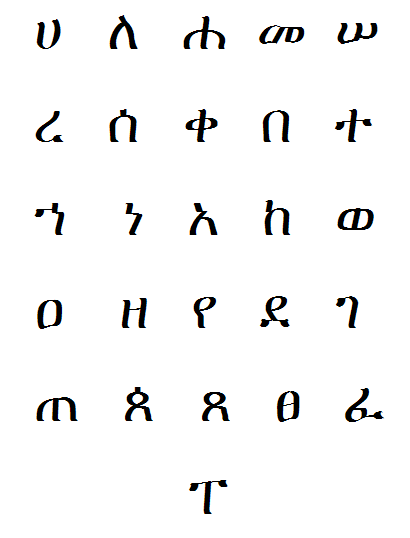

Ḫarm, (en amhàric ኀረመ) és l'onzena lletra de l'alfabet amhàric, que representa el so /x/.

## Història
Aquesta lletra (ኀ) prové del caràcter sud-aràbic 𐩭.
| Ḫah | Ḫarm |
| --- | ---- |
| 𐩭   | ኀ    |

## Ús
L'alfabet amhàric és una abugida on cada símbol correspon a una combinació vocal + consonant, és a dir, hi ha un símbol bàsic al qual s'afageiexen símbols per marcar la vocal. Les modificacions de la lletra ኀ (ḫarm) són les següents:
| ḫä [ḫə] | ḫu | ḫi | ḫa | ḫe | ḫə [ḫɨ], ∅ | ḫo | ḫʷä [ḫʷə] | ḫʷi | ḫʷa | ḫʷe | ḫʷə [ḫʷɨ] |
| ------- | -- | -- | -- | -- | ---------- | -- | --------- | --- | --- | --- | --------- |
| ኀ       | ኁ  | ኂ  | ኃ  | ኄ  | ኅ          | ኆ  | ኈ         | ኊ   | ኋ   | ኌ   | ኍ         |